# Minding the Baby
Minding the Baby (Cuidando del bebé) es un corto de animación estadounidense de 1931, de la serie Talkartoons. Fue producido por los estudios Fleischer y distribuido por Paramount Pictures. En él aparecen Betty Boop y Bimbo.

## Argumento
Cuando la madre de Bimbo se ausenta de casa, le deja al cuidado de su hermano menor, Aloysius. La vecina de enfrente, Betty Boop, de quien Bimbo está enamorado, le invita a ir a su casa, pues su madre también está fuera.
Bimbo descuida la vigilancia de su hermano y pasa a casa de Betty. La diversión de ambos acabará cuando las travesuras de Aloysius lleguen hasta ellos.

## Realización
Minding the Baby es la vigésima sexta entrega de la serie Talkartoons (dibujos animados parlantes) y fue estrenada el 26 de septiembre de 1931.